# Stipa exilis
Stipa exilis är en gräsart som beskrevs av Joyce Winifred Vickery. Stipa exilis ingår i släktet fjädergrässläktet, och familjen gräs. Inga underarter finns listade i Catalogue of Life.